# 夏冰 (1956年)
夏冰（1956年—2014年），男，湖北人，中国消化内科专家，武汉大学医学部教授。国务院政府特殊津贴专家、首届湖北省医学领军人才。曾任武汉大学中南医院（原湖北医科大学附属第二医院）消化内科主任。

## 生平
1983年，毕业于湖北医科大学（现武汉大学医学部）。此后进入武汉大学人民医院（原湖北医科大学附属第一医院）担任医生。
1988年，获得湖北医科大学（现武汉大学医学部）硕士研究生学位。此后进入武汉大学中南医院（原湖北医科大学附属第二医院）从事临床工作和医学研究。
1995年，在攻读博士期间，查出罹患肾癌，在切除一个肾脏和多次放疗后，很快回到工作岗位继续为患者看病。1998年，获得阿姆斯特丹自由大学医学博士学位，此后回到武汉大学中南医院（原湖北医科大学附属第二医院）从事临床工作和医学研究。2001年，再次赴荷兰进入阿姆斯特丹自由大学胃肠免疫遗传实验室做博士后研究。
2010年，再次被查出患有胰腺癌，在接受手术和多次化疗后，再次回到工作岗位。
2013年，胰腺癌复发并转移，依然坚持边治疗边工作，直至离世。

## 社会兼职
中华医学会消化病学会炎症性肠病学组副组长，中国医师协会消化分会委员，湖北省暨武汉市消化系病学会常委，美国胃肠学会会员，国际炎症性肠病基因组学成员。

## 学术贡献
夏冰是中国较早从事炎症性肠病（IBD）诊治的医学专家，曾获批卫生行业科研专项、国家自然科学基金等国家级科研项目10余项，发表学术论文250余篇，其中SCI引用近70篇；曾获得湖北省科技进步一等奖、二等奖，湖北省自然科学奖三等奖、中华医学科技奖三等奖等奖项。培养硕士生40余位、博士生30余位。

## 参看
- 炎症性肠病

## 資料來源
1. ↑  . 健康时报网.   [2021-05-09]. （原始内容存档于2021-05-10）.